# Chiesa di San Giovanni Battista (Cantarana)
La chiesa di San Giovanni Battista, detta altresì chiesa di San Giovanni Battista e Santa Dorotea, è la parrocchiale di Cantarana, in provincia e diocesi di Asti; fa parte della zona pastorale Ovest.

## Storia
Nel 1585 è attestata la presenza a Cantarana d'un oratorio; tale edificio, al cui interno erano collocati due altari, dei quali il maggiore in buono stato di conservazione e il laterale semidistrutto, si trovava in una situazione tutto sommato buona, era dotato di pavimento e di pareti intonacate, ma, tuttavia, necessitava di un restauro per quanto riguarda il tetto e le pareti dovevano essere imbiancate.
Questo oratorio fu eretto a parrocchiale nel 1663, anche se dalla relazione della visita del 1668 s'apprende che, per poter amministrare i sacramenti, doveva richiedere il permesso alla pieve di Villafranca.
La nuova chiesa venne costruita nel 1695 da Antonio Casto, un uomo al servizio del conte Baldovino Malabaila; nel 1743 risultavano al suo interno tre altari, ovvero quello maggiore e quelli laterali intitolati a Sant'Antonio di Padova e al Rosario.
Nel 1914 il vecchio campanile fu raso al suolo per far posto alla nuova torre campanaria alta 44 metri, disegnata da Giuseppe Gallo e portata a termine nel 1916.
Nel 1933 vennero installate nella torre campanaria due campane fuse dalla ditta D'Adda.
Nel 1980 la chiesa fu sottoposta ad un intervento durante il quale vennero restaurati degli intonaci, si ammodernò l'impianto di riscaldamento, si realizzò quello di amplificazione e fu pure risistemato il tetto.
Un nuovo lavoro di risanamento e di sistemazione venne condotto tra il 2017 e il 2019.

## Descrizione

### Facciata
La facciata della chiesa, che è a salienti, si presenta intonacata ed è tripartita da due coppie di lesene binate al centro e da due lesene singole sui lati; sopra di esse vi è la trabeazione e al centro vi è un timpano triangolare, mentre sui lati due semitimpani.
Nella parte centrale si apre il portale d'ingresso sovrastato da una lapide commemorante la costruzione dell'edificio, mentre nelle porzioni laterali due sfondati caratterizzati da archi a tutto sesto.

### Interno
L'interno dell'edificio si compone di tre navate, la cui copertura è composta da volte a botte; l'aula termina con il presbiterio, rialzato di uno scalino e voltato a vela, in cui trova posto l'altare maggiore.
Nella controfacciata si apre una nicchia in cui è inserito il fonte battesimale, mentre in due cappelle sono collocati gli altari del Sacro Cuore e dell'Immacolata.